# Антонов (завод)
Серийный завод «Антонов» — государственное предприятие авиационной промышленности Украины, расположенное в г. Киеве.
В данный момент присоединено к АНТК им. О. К. Антонова и переименовано в Филиал Государственного предприятия АНТК им. О. К. Антонова — серийный завод «АНТОНОВ» (сокращённо: серийный завод «АНТОНОВ»)

## История

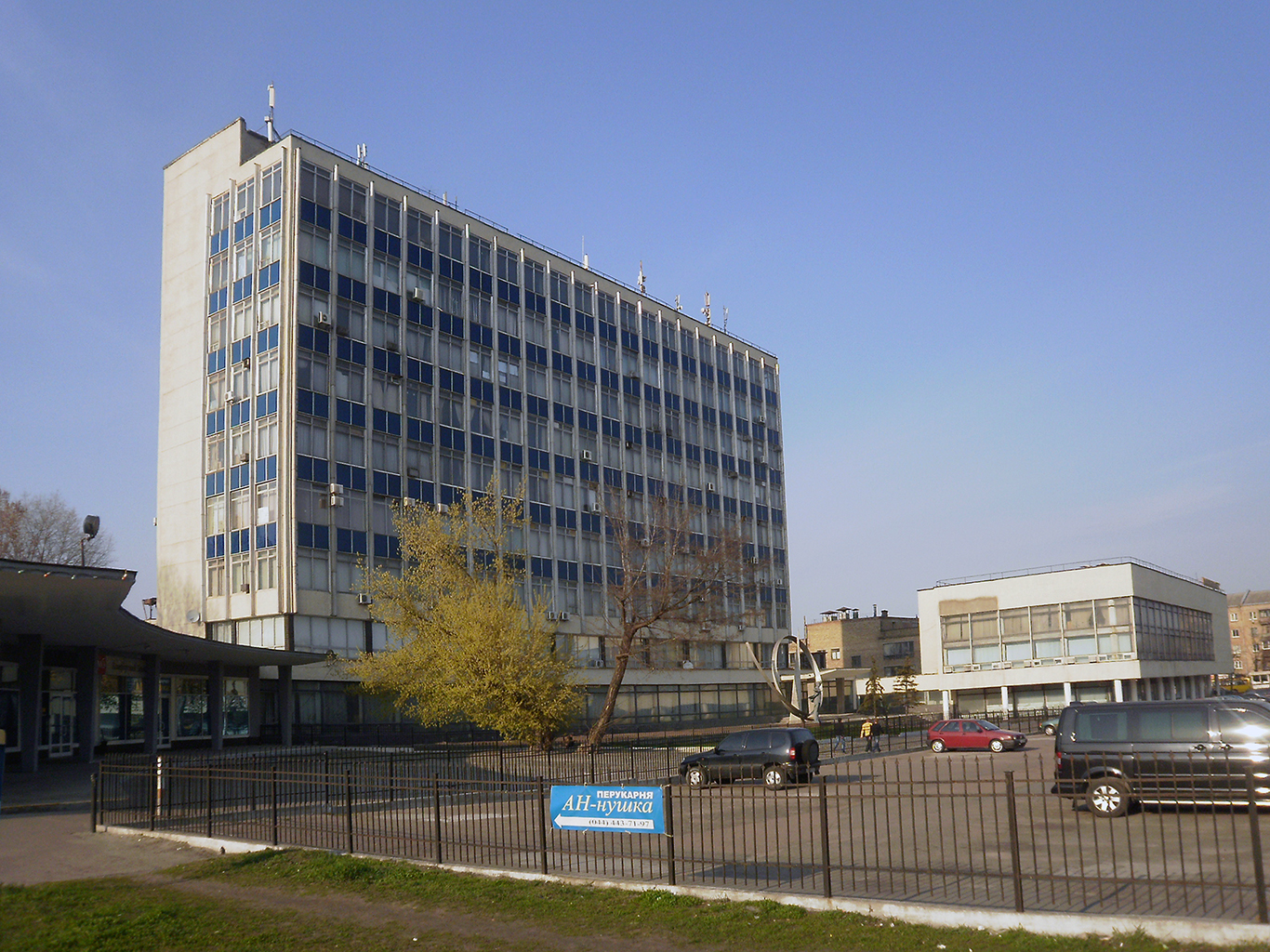
Административное здание завода

### 1920—1991
Государственный авиационный завод № 12 (ГАЗ-12) был создан 9 сентября 1920 года на базе мелких ремонтных мастерских решением Совета Военной Промышленности №15178. Первым директором завода и фактически его организатором был профессор В. Ф. Бобров.
В первые годы основными направлениями деятельности завода было выполнение ремонта находившихся на вооружении самолётов зарубежного производства и выпуск запасных частей к ним.
В 1923 году при заводе было создано конструкторское бюро, которое возглавил К. А. Калинин.
В 1925 году завод освоил производство первого самолёта оригинальной конструкции, которым стал четырёхместный пассажирский самолёт К-1. Кроме того, завод выпускал планеры и глиссеры, а в 1931 году освоил производство автожиров.
В 1932-1934 годах на заводе был разработан скоростной шестиместный пассажирский самолёт ХАИ-1 (выпуск которого был освоен в 1934 году).
После 1937 года заводом были выпущены самолёты ОКО-1, ОКО-2 и ОКО-6 конструкции В. К. Таирова.
После начала Великой Отечественной войны, 25 июня 1941 года, завод (находившийся по ул. Гарматной) стал целью немецкой бомбардировки, в дальнейшем, в связи с приближением к городу линии фронта заводское оборудование было вывезено на восток.
После освобождения Киева 6 ноября 1943 года завод был восстановлен и выполнял ремонт самолётов По-2 и сборку Як-3 и Як-9.
В 1945 году заводу было поручено производство вертолётов конструкции Братухина, но это решение выполнено не было в связи с началом производства в 1946 году Ми-1, (выпуск которых составил всего 5 штук).
23 августа 1948 года завод приступил к освоению серийного производства самолёта Ан-2, на который поступил заказ Министерства авиационной промышленности на выпуск 50 штук в 1949 году (2 из них — в первой половине). Сотрудники ОКБ-153 сталкивались со сложностями в отношениях с руководством завода; из письма Антонова министру авиационной промышленности: «Основной причиной невыполнения плана заводом является крайне низкий уровень организации производства. Участвуя в работе завода, я длительное время наблюдал деятельность директора завода М. Г. Миронова и по-прежнему настаиваю на его замене». В 1950 году директором завода был назначен Петр Шелест, который и способствовал началу массового производства Ан-2. Всего на заводе было изготовлено 3320 таких машин.
В 1954—1956 годах завод изготовил опытный образец военно-транспортного самолёта Ан-8.
В 1959—1978 годах на заводе был запущен в серийное производство пассажирский самолёт Ан-24. Всего завод изготовил 1028 этих самолётов различных модификаций.
В 1969—1985 годах завод выпустил 1402 самолёта Ан-26.
В 1974 году завод вошёл в состав Киевского авиационного производственного объединения.
В 1979—2003 годах завод изготовил 18 самолётов Ан-124 «Руслан».
С 1979 года завод изготавливает самолёт Ан-32 в различных вариантах исполнения.
В конце 1980-х годов завод был привлечён к участию в программе производства военно-транспортного самолёта Ан-70.

### После 1991
В 1994 году завод начал освоение производства троллейбуса «Киевский». Производство троллейбуса продолжалось до 2004 года.
В августе 1997 года завод был включён в перечень предприятий, имеющих стратегическое значение для экономики и безопасности Украины.
С 2004 года завод «АВИАНТ» включился в выполнение программы производства самолёта Ан-148, с 2006 года эта программа стала основополагающей для завода.
10 августа 2007 завод получил сертификат одобрения производства Ан-148 и начал его серийное производство (всего выпущено 33 самолёта).
14 марта 2007 года был образован Государственный авиастроительный концерн «Авиация Украины», в состав которого был включён завод «АВИАНТ».
Начавшийся в 2008 году экономический кризис и вступление Украины в ВТО осложнили положение завода.
30 октября 2008 года завод «АВИАНТ» вошёл в состав Государственного предприятия «Антонов». Для обеспечения финансирования инвестиционных проектов завода и обеспечения выполнения работ по импортным контрактам 22 апреля 2009 года заводу выделили 90 млн гривен из средств Стабилизационного фонда Украины, а 17 июля 2009 года правительство Украины разрешило заводу выпустить облигации на сумму 858 млн гривен. Процесс объединения был окончательно завершён в декабре 2009 года, в 2010 году долги предприятия были погашены.
9 июня 2010 года Кабинет министров Украины принял постановление № 405, в соответствии с которым завод вошёл в перечень предприятий авиапромышленности Украины, получающих государственную поддержку.
В 2011 году завод начал серийное производство самолёта Ан-158.
Уже в 2016 году «Антонов» не выпустил ни одного самолёта, причиной является разрыв украинской стороной кооперации с Россией и прекращение закупки российских комплектующих.
Отсутствие опыта создания самолётов большой грузоподъёмности, и потребность в таковых, побудили КНР заключить контракт с КБ «Антонов» и «Мотор Сич». В провинции Шэньси строятся производственные цеха и жильё для сотрудников украинской компании, где они будут жить вместе с семьями. Покупка технологий позволит ВВС НОАК полностью избавиться от зависимости от закупок иностранных самолётов, как например, при создании самолёта ДРЛО KJ-2000.
С 2010 года "Антонов" произвёл лишь 12 самолётов, причём с 2014 года лишь две единицы, которые фактически были собраны в 2014 году. 

### Названия завода
- 9 сентября 1920 года завод получил название «Киевский государственный авиазавод № 12» (ГАЗ-12).
- В 1922 году завод был переименован в «РЕМВОЗДУХ-6».
- В 1931 году завод был переименован в «Завод № 43».
- В 1944 году завод был переименован в «Завод № 473» (Организация п/я 11).
- В 1967 году завод был переименован в «Киевский авиационный завод».
- 30 апреля 1974 года завод был переименован в «Киевское авиационное производственное объединение».
- 5 августа 1992 года завод был переименован в "Государственное предприятие «Киевский авиационный завод».
- 27 сентября 1995 года завод был переименован в "Киевский государственный авиационный завод «АВИАНТ».
- 11 января 2005 года завод был переименован в Государственное предприятие "Киевский авиационный завод «АВИАНТ».
- 11 января 2010 года в связи с присоединением к АНТК им. О. К. Антонова завод был переименован в Филиал государственного предприятия «Авиационный научно-технический комплекс им. О. К. Антонова» — серийный завод «АНТОНОВ».

## Продукция
| Название        | Описание                                                     | Годы производства                          | Единиц произведено              |
| К-1             | Первый в СССР серийный пассажирский самолёт                  | 1925                                       | 1 (опытный образец)             |
| Гриф            | Планёр                                                       | 1929                                       | 1                               |
| 4-ЭА            | Автожир                                                      | 1932                                       | 1                               |
| ХАИ-1           | Скоростной шестиместный пассажирский самолёт                 | 1932—1934                                  | 43                              |
| ОКО-1           | Пассажирский самолёт конструкции В. К. Таирова.              | 1937                                       | 1 (опытный образец)             |
| ОКО-6           | Тяжёлый истребитель сопровождения конструкции В. К. Таирова. | 1939                                       | 1 (опытный образец)             |
| Та-1            | Тяжёлый истребитель сопровождения конструкции В. К. Таирова. | 1940                                       | 1 (Опытный образец)             |
| Та-3            | Тяжёлый истребитель сопровождения конструкции В. К. Таирова. | 1941                                       | 1 (опытный образец)             |
| Як-9            | Истребитель                                                  | 1944—1945                                  | Порядка 300 (агрегатная сборка) |
| Як-3            | Истребитель                                                  | 1944—1945                                  | Порядка 150 (агрегатная сборка) |
| Г-3             | Многоцелевой вертолёт                                        | 1946—1947                                  | 7 (Опытная партия)              |
| Г-4             | Многоцелевой вертолёт                                        | 1946—1948                                  | 4 (Опытная партия)              |
| Ми-1            | Многоцелевой вертолёт                                        | 1947—1948                                  | 5 (Опытная партия)              |
| Ан-2            | Лёгкий многоцелевой самолёт                                  | 1948—1963                                  | 3320                            |
| Ан-8            | Военно-транспортный самолёт                                  | 1954—1956                                  | 1 (Опытный образец)             |
| Ан-24           | Пассажирский турбовинтовой самолёт                           | 1959—1978                                  | 1028                            |
| Ан-12           | Военно-транспортный самолёт                                  | 1959-1962                                  | 154                             |
| Ан-26           | Военно-транспортный самолёт                                  | 1969—1985                                  | 1402                            |
| Ан-30           | Самолёт воздушного наблюдения и аэрофотосъёмки               | 1973—1979                                  | 123                             |
| Ан-72           | Многоцелевой транспортный самолёт                            | 1976—1979                                  | 5 (Опытная партия)              |
| Ан-124 «Руслан» | Крупнейший серийный грузовой самолёт в мире                  | 1979—2003                                  | 18                              |
| Ан-225 «Мрия»   | Крупнейший самолёт в мире                                    | 1988—2001                                  | 1                               |
| Ан-32           | Военно-транспортный многоцелевой самолёт                     | С 1979 года по настоящее время             | 361                             |
| Ан-70           | Среднемагистральный грузовой самолёт                         | С конца 1980-х годов до настоящего времени | 1                               |
| Ту-334          | Ближнемагистральный пассажирский самолёт                     | 1999—2003                                  | 2                               |
| Ан-148          | Ближнемагистральный пассажирский самолёт                     | С 2007 года по настоящее время             | 4                               |
| Ан-158          | Ближнемагистральный пассажирский самолёт                     | С 2011 года по настоящее время             | 7                               |
| Ан-178          | Ближнемагистральный транспортный самолёт                     | С 2015 года по настоящее время             | 1 (4 в стадии строительства)    |

Также в 1994—2008 гг. «АВИАНТ» изготовил 93 троллейбуса «Киевский».

## Директора завода

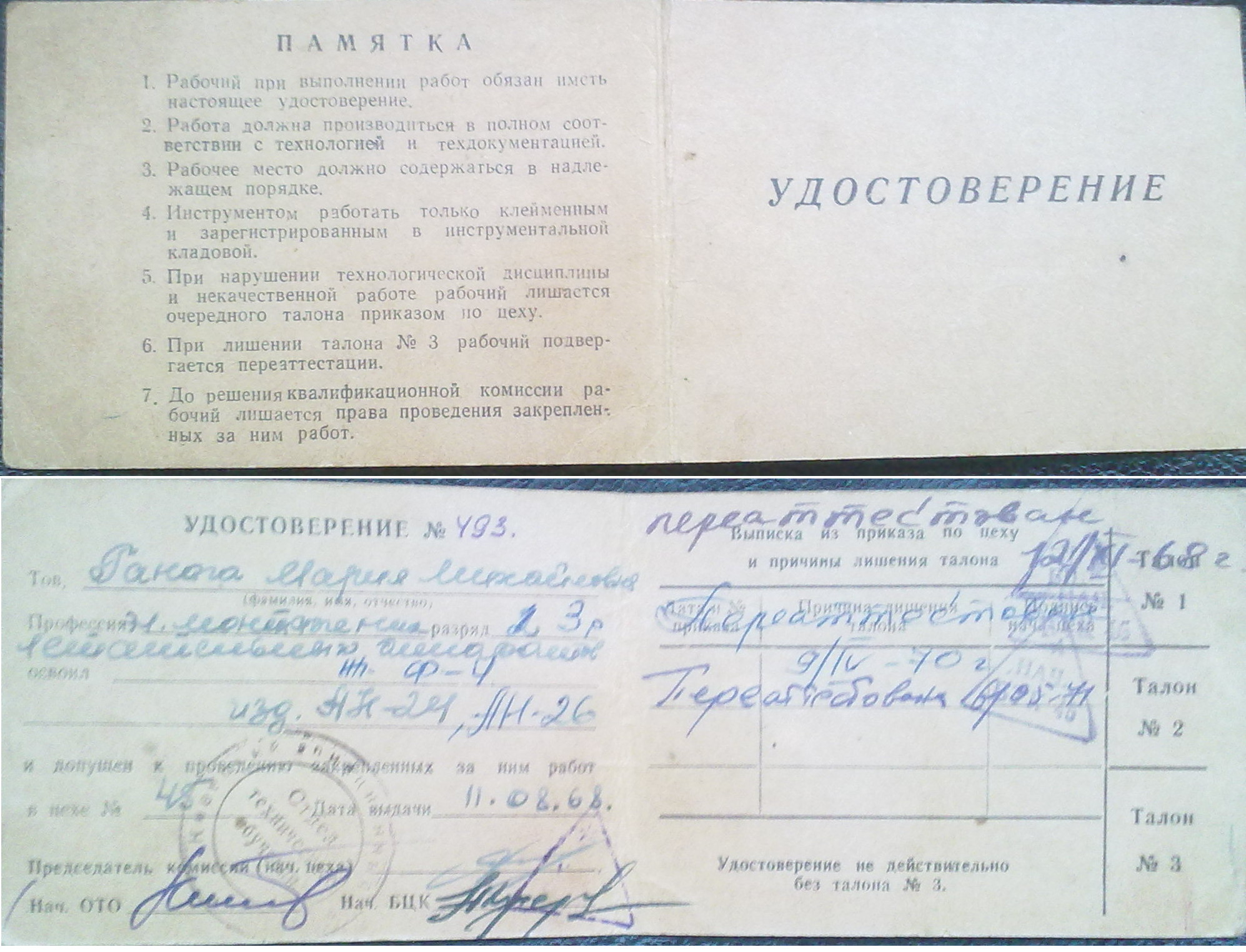
Удостоверение работника Киевского авиационного завода (конец 60-х — начало 70-х г.г.)

- Бобров, Викторин Флавианович (1920—1922)
- Герасименко-Ленский В. А. (1922—1927)
- Петров-Горбенко А. В. (1927—1928)
- Бовтуто К. П. (1928—1929)
- Фролов С. И. (1929)
- Пивоварчук А. Х. (1929—1931)
- Чвертко В. М. (1931—1933)
- Исаков И. А. (1933—1939)
- Смирнов В. В. (1939—1940)
- Свердлов К. С. (1940—1941)
- Пенек В. М. (1944—1945)
- Дудник Е. П. (1945—1946)
- Миронов М. Г. (1946—1950)
- Шелест, Пётр Ефимович (1950—1954)
- Степанченко, Василий Алексеевич (1954—1958)
- Ивченко А. Г. (1958—1962)
- Олешко, Василий Григорьевич (1963—1965)
- Степанченко, Василий Алексеевич (1965—1979)
- Донец, Анатолий Дмитриевич (1979—1987)
- Малашин, Анатолий Максимович (1987—1993)
- Харлов, Александр Иванович (1994—1999)
- Пелых, Василий Константинович (2000—2003)
- Шевченко, Олег Степанович (2003—2005)
- Козорезов, Валерий Федорович (2005)
- Шевченко, Олег Степанович (2005—2007)
- Донец, Александр Дмитриевич (2007—2008)
- Козорезов, Валерий Федорович (2008—2009)
- Подгребельный, Николай Семенович (с 2009)

## Награды
- 8 сентября 1970 года за достигнутые успехи в производстве авиационной техники завод был награждён орденом Трудового Красного Знамени[2].
- 15 октября 1980 года завод был награждён Международной премией «Золотой Меркурий» в знак особого признания вклада в развитие производства и международного сотрудничества.
- В 1995 году завод награждён Международной наградой «Факел Бирмингема» за успешное экономическое выживание и развитие в условиях социально-экономического кризиса.